# Bedřich Hrozný
Bedřich Hrozný [/ˈbɛdr̝ɪx ˈɦrozniː/ ], né le 6 mai 1879 à Lysá nad Labem, royaume de Bohême et mort le 12 décembre 1952 à Prague, est un orientaliste tchécoslovaque, linguiste, archéologue et spécialiste de la civilisation hittite.
On lui doit surtout son déchiffrement du hittite, qui a ouvert la porte à l'étude d'une civilisation. Ses travaux étaient publiés en allemand, en tchèque ou en français.

## Biographie

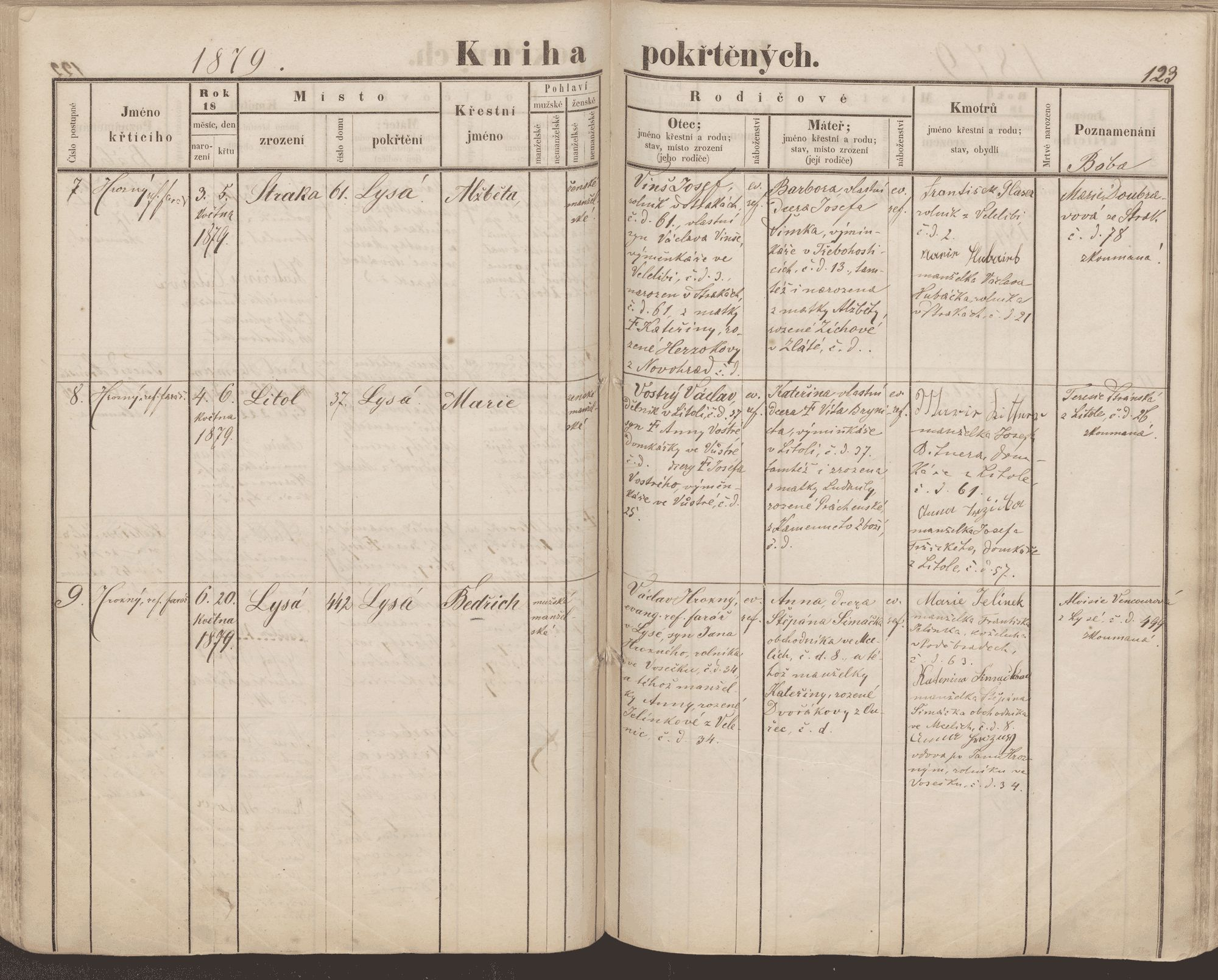
Bedřich Hrozný birth record 1879 (SOA Prague)

À la mort du père, pasteur protestant, en 1896, la famille s'établit à Kolín.
Il connaît l'hébreu et l'arabe, appris à Kolín, l'éthiopien, l'araméen, l'akkadien, le sumérien et le sanscrit, appris à Vienne. Il sait lire l'écriture cunéiforme et le persan. Il utilise la bourse reçue après sa thèse pour aller étudier à l'université de Berlin sous la direction de Friedrich Delitzsch, où il se familiarise avec la comptabilité babylonienne.
En 1915, Hrozný publie un article sur la langue hittite, en se fondant sur son travail réalisé à Constantinople à partir des tablettes cunéiformes nouvellement découvertes à Hattusa et qui datent du IIe millénaire av. J.-C. À cette occasion, il prouve que le hittite est une langue indo-européenne, une supposition qui avait été formulée en 1902 par Jørgen Alexander Knudtzon à partir des découvertes des lettres d'Amarna, en Égypte.
En 1919 il devient professeur à l'université Charles de Prague.
En 1925 Hrozný dirige une équipe d'archéologues tchèques qui retrouve dans le village turc de Kültepe un millier de tablettes cunéiformes contenant des contrats et des lettres ; l'équipe a aussi fouillé la ville de Kanesh située à proximité.
Par la suite, il se lance dans le déchiffrement de hiéroglyphes hittites, ainsi que d'écritures de l'Inde antique et de la Crète, sans toutefois aboutir.
En 1939, il aurait pu émigrer, mais ne le fait pas ; il devient recteur de l'université Charles. En 1940, on lui offre un poste dans un ministère, mais il le refuse.

### Société
- Membre associé étranger de l'Académie des Inscriptions et Belles-Lettres :  1937-1952[5]

## Œuvres choisies

### Publications
- Sumerisch-babylonische Mythen von dem Gotte Ninrag (Ninib), Berlin, Wolf Peiser, 1903
- Obilí ve staré Babylónií, Vienne, Hölder in Komm., 1913 (Les céréales dans la Babylone antique)
- (de) Bedřich Hrozný, « Die Lösung des hethitischen Problems. Ein vorläufiger Bericht », Mitteilungen der Deutschen Orient-Gesellschaft zu Berlin, vol. 56,‎ 1915, p. 17-50 (ISSN 0342-118X et 2942-9781, lire en ligne).
- Die Sprache der Hethiter, ihr Bau und ihre Zugehörigkeit zum indogermanischen Sprachstamm, Leipzig, J.C. Hinrichs, 1917, TU Dresden, Dresden 2002 (Réimpression).  (ISBN 3-86005-319-1)
- Hethitische Keilschrifttexte aus Boghazköi, in Umschrift, mit Übersetzung und Kommentar, Leipzig, Hinrichs, 1919
- Über die Völker und Sprachen des alten Chatti-Landes. Hethitische Könige, Leipzig, Hinrichs, 1920
- (fr) Code hittite provenant de l'Asie mineure (vers 1350 av. J.C.), 1re partie, trad. par Frédéric Hrozny, Paris, P. Geuthner, 1922, 159 p.
- Keilschrifttexte aus Boghazköi, vol. 5/6. Autographien. Leipzig, Hinrichs, 1921 (Réimpression Zeller, Osnabrück 1970)
- (fr) Les inscriptions hittites hiéroglyphiques: essai de déchiffrement; suivi d'une grammaire hittite hiéroglyphique en paradigmes et d'une liste d'hiéroglyphes, Prague, Orientální Ústav, 1933–37
  - En ligne sur Google Livres, 510 p.
- Über die älteste Völkerwanderung und über das Problem der proto-indischen Zivilisation: Ein Versuch, die proto-indischen Inschriften von Mohendscho-Daro zu entziffern, Prague, 1939
- Die älteste Geschichte Vorderasiens und Indiens, Prague, Melantrich, 1940, 1941, 1943
  - (fr) Histoire de l'Asie antérieure, de l'Inde et de la Crète, depuis les origines jusqu'au début du second millénaire, trad. Madeleine David, Paris, Payot, 1947
  - Ancient history of Western Asia, India and Crete, New York, 1953
- (fr) Inscriptions cunéiformes du Kultépé, vol. 1, Prague 1952

### Correspondance
- (pl) E. Dziurzyńska et al. (éd.), Korespondencja Tadeusza Kowalskiego (en) z Janem Rypką i Bedřichem Hroznym, Cracovie, 2007
- Velhartická 2016